# Placówka Straży Granicznej I linii „Buków”
Placówka Straży Granicznej I linii „Buków” – jednostka organizacyjna Straży Granicznej pełniąca służbę ochronną na granicy polsko-niemieckiej w okresie międzywojennym.

## Geneza
Na wniosek Ministerstwa Skarbu, uchwałą z 10 marca 1920 roku, powołano do życia Straż Celną. Od połowy 1921 roku jednostki Straży Celnej rozpoczęły przejmowanie odcinków granicy od pododdziałów Batalionów Celnych. Proces tworzenia Straży Celnej trwał do końca 1922 roku. 
Początek działalności Straży Celnej na Śląsku datuje się na dzień 15 czerwca 1922 roku. W tym dniu polscy strażnicy celni w zielonych mundurach i rogatywkach wkroczyli  na ziemia  przyznane Polsce. W nocy z 15 na 16 czerwca 1922 roku Straż Celna przejęła ochronę granicy polsko–niemieckiej na Śląsku. W ramach Inspektoratu Straży Celnej „Rybnik” zorganizowany został komisariat Straży Celnej „Lubomia”, a w jego składzie placówka Straży Celnej „Buków”  z kierownikiem starszym strażnikiem Marianem Sławkiem. Funkcjonariusze placówek spotykali się przy skrzynce służbowej mieszczącej się w korytarzu względnie w sieni budynków. Początkowo służbę pełniono bez broni. Dopiero w połowie lipca strażnicy uzbrojeni zostali w karabiny włoskie.
W 1926 roku placówki przeniosły swoje siedziby do wynajętych ubikacji. Placówka „Buków” funkcjonowała w budynku szkolnym na pierwszym piętrze.

## Formowanie i zmiany organizacyjne
Rozporządzeniem Prezydenta Rzeczypospolitej Polskiej Ignacego Mościckiego z 22 marca 1928 roku, do ochrony północnej, zachodniej i południowej granicy państwa, a w szczególności do ich ochrony celnej, powoływano z dniem 2 kwietnia 1928 roku  Straż Graniczną.
Rozkazem nr 4 z 30 kwietnia 1928 roku w sprawie organizacji Śląskiego Inspektoratu Okręgowego dowódca Straży Granicznej gen. bryg. Stefan Pasławski określił strukturę organizacyjną komisariatu SG „Kornowac”. Placówka Straży Granicznej I linii „Buków” znalazła się w jego strukturze.
Rozkazem nr 4/31 zastępcy komendanta Straży Granicznej płk. Emila Czaplińskiego z 20 października 1931 roku przeniesiono siedzibę komisariatu do Lubomi. Placówka Straży Granicznej I linii „Buków” nadal pozostawała w jego strukturze.

## Służba graniczna
Sąsiednie placówki:
- placówka Straży Granicznej I linii „Ligota” ⇔ placówka Straży Granicznej I linii „Olza” − 1928[10]

## Kierownicy/dowódcy placówki
| stopień    | imię i nazwisko       | okres pełnienia służby | kolejne stanowisko |
| ---------- | --------------------- | ---------------------- | ------------------ |
| przodownik | Edward Szczęśniak     | 1928 –                 |                    |
| przodownik | Franciszek Wierzchacz | był w 1929 –           |                    |